# Apple Daily (Taiwan)
Apple Daily (Em Chinês: 蘋果日報) é um jornal online de Taiwan. Foi estabelecido como um jornal impresso e é propriedade do grupo de mídia Next Digital, com sede em Hong Kong, que imprime o jornal homônimo em Hong Kong. O Grupo de Mídia experimenta caricatura de notícias com o Next Media Animation, fornece notícias animadas sobre escândalos e crimes em Hong Kong e Taiwan, bem como sobre a cultura pop em outras partes do mundo, e obteve um grande sucesso. O Apple Daily publicou sua última edição impressa em 17 de maio de 2021, com seu site de notícias baseado na Internet permanecendo em operação.

## História
Apple Daily publicado pela primeira vez em 2 de maio de 2003. Foi o primeiro jornal em Taiwan a publicar 365 dias por ano, e foi o único jornal em Taiwan sujeito à auditoria de circulação do Audit Bureau of Circulations (ROC). A abertura do Apple Daily em Taiwan foi parte de um impulso maior da empresa-mãe Next Media no mercado taiwanês. Next Media trouxe uma combinação de fofoca de celebridades e jornalismo investigativo que era novo para o mercado. A circulação atingiu um pico de 700.000. Sua abordagem inspirou ou revoltou os concorrentes e mudou o panorama da mídia em Taiwan.

## Campanhas de venda e antimonopólio de 2012
Em 2012, o Next Media Group retirou-se do mercado de Taiwan e vendeu suas operações em Taiwan, incluindo Apple Daily, Sharp Daily, Next Weekly e a rede de TV a cabo Next. Em 29 de novembro, investidores, incluindo o presidente do grupo Want Want China Times, Tsai Shao-chung, o presidente do Formosa Plastics Group, William Wong, e o presidente da Chinatrust Charity Foundation, Jeffrey Koo, Jr, assinaram um contrato com o Next Media Group em Macau. Tsai Shao-chung é filho de Tsai Eng-meng, presidente do Want Want Group, que é dono do China Times, um dos maiores jornais de Taiwan, e adquiriu 60% do segundo maior serviço de TV a cabo no a ilha. Tsai Eng-meng fez um comentário polêmico em uma entrevista ao Washington Post, afirmando que as notícias sobre o massacre no protesto da Praça Tiananmen em 1989 não eram verdadeiras. Se o acordo de compra da Next Media fosse aprovado pelo governo de Taiwan, o Want Want Group controlaria quase 50% da mídia de notícias de Taiwan. Temendo que a posição pró-Pequim de Tsai e o monopólio da mídia prejudicassem a liberdade e a democracia da mídia, manifestantes fizeram campanha para instar o governo de Taiwan a cancelar a venda da Next Media.

## 2019: Tornando-se um serviço online
Em 4 de abril de 2019, o Apple Daily se tornou um jornal online e começou a cobrar uma taxa de assinatura mensal de NT $ 10 em setembro de 2019, após um período de teste entre junho e agosto de 2019.
Em 2020, o Apple Daily ganhou o prêmio SOPA Scoop Award por uma investigação de 10 meses sobre especulação fraudulenta em terras agrícolas.
Em 14 de maio de 2021, o jornal anunciou a descontinuação de sua edição impressa a partir de 18 de maio de 2021.